# Ossian Skiöld
Ossian Esaias Skiöld (ur. 22 czerwca 1889 w Appuna w gminie Mjölby, zm. 22 sierpnia 1961 w Bålsta) – szwedzki lekkoatleta (młociarz), wicemistrz olimpijski z 1928.
Zajął 5. miejsce w rzucie młotem na igrzyskach olimpijskich w 1924 w Paryżu. Na kolejnych igrzyskach olimpijskich w 1928 w Amsterdamie zdobył w tej konkurencji srebrny medal, za Patem O’Callaghanem z Irlandii, a przed reprezentantem Stanów Zjednoczonych Edmundem Blackiem.
Zajął 4. miejsce w rzucie młotem na igrzyskach olimpijskich w 1932 w Los Angeles oraz na mistrzostwach Europy w 1934 w Turynie.
10 września 1927 w Sztokholmie ustanowił nieoficjalny rekord Europy w rzucie młotem wynikiem 53,85 m.
Był mistrzem Szwecji w rzucie młotem w latach 1925-1930 oraz w rzucie ciężarem w 1928. Zdobył również mistrzostwo Wielkiej Brytanii (AAA) w rzucie młotem w 1927, 1930 i 1931.